# Okstindbreen
L'Okstindbreen és la vuitena glacera més gran de la Noruega continental. Amb 46 quilòmetres quadrats, la glacera es troba a la serralada d'Okstindan al municipi de Hemnes, comtat de Nordland.
El punt més alt és a 1.740 metres sobre el nivell del mar i el seu punt més baix és de 750 metres sobre el nivell del mar. En la vora oriental de la glacera es troba la muntanya d'Oksskolten, el punt més alt del comtat de Nordland.